# 顺荡火葬墓群
顺荡火葬墓群，又称云龙顺荡村大慈寺火葬墓群，位于中华人民共和国云南省大理白族自治州云龙县顺荡村南面的大慈寺东侧、第七批全国重点文物保护单位。

## 特点
现存火葬墓近千冢，总面积约15000平方米，是元朝末期至明朝中期当地白族的墓葬。墓葬坐西朝东横向排列，一般由墓体、墓坑、石条标志、墓碑或经幢组成。墓坑用石块砌成圆形、方形两种，有正、侧两室。正室安放骨灰罐，骨灰罐多为白色素面土瓷罐，随葬品有玉环、铜剑等。侧室安放碗、瓶等器皿，墓体一般用石块砌成圆形小台，上竖碑或经幢。目前保存有完整的梵文碑92通（其中包括经幢7通）。碑文大多用梵文，刻有《佛说陀罗尼集经》、《般若波罗蜜多心经》等。只有一块刻有明成化二年的铭文是用汉文篆书。碑额刻有佛像，有卐字和雷云纹作装饰。碑大小不等，大者通长1.03米，宽38厘米；小者通长24厘米，宽14厘米。经幢为四方形，三级，顶为圆形宝顶，座为圆状莲花盘，幢体刻有佛像图案，经文及死者姓名和立幢年月等。顺荡火葬墓群对研究白族的佛教历史有着重要价值。

## 保护
1987年，云龙县人民政府认定顺荡火葬墓群为县级文物保护单位。1988年，被认定为大理州级文物保护单位。2003年，云南省人民政府公布其为云南省级文物保护单位。2013年3月5日，中华人民共和国国务院认定其为第七批全国重点文物保护单位。
2016年7月，云龙县顺荡火葬墓群三块墓碑被盗掘。2017年11月，这三块梵文墓碑被追回，四名犯罪嫌疑人被抓获。